# 2467 Kollontai
2467 Kollontai è un asteroide della fascia principale. Scoperto nel 1966, presenta un'orbita caratterizzata da un semiasse maggiore pari a 2,2135002 UA e da un'eccentricità di 0,1602577, inclinata di 5,79808° rispetto all'eclittica.